# ترامة
تِرامة أو تِرامو أو (نقحرة: تيرامو) (بالإيطالية: Teramo)، مدينة في وسط إيطاليا، في شمال إقليم أبرتسة وعاصمة مقاطعة تِرامة عدد سكانها 52.695 نسمة، تقع في منطقة تلالية ومركزها التاريخي محاط بنهرين هما توردينو وفيزولا وهي قديمة جدا، تأسست قبل الرومان، رغم أن سمتها العامة أحدث، بسبب العديد من مباني القرنين التاسع عشر والعشرين.
لفترة طويلة ظلت الحدود بين مملكة الصقليتان والدولة البابوية، فاكتسبت هوية مستقلة، ولصعوبة الاتصالات مع الاجزاء الأخرى من إيطاليا بقيت معزولة لفترات طويلة من الزمن. غير إن النفق الصخرة العظيمة سمح لتِرامة مؤخرا بالخروج من هذه العزلة.
اقتصاد تِرامة يقوم في معظمه على الأنشطة المرتبطة بالزراعة والتجارة، فضلا عن قطاع صناعي سليم : المنسوجات والأغذية والصناعات الهندسية ومواد البناء والسيراميك. تِرامة يمكن الوصول إليها بسهولة من الطريق السريع A14، أو في حوالي ساعتين بالسيارة من روما عبر الطريق السريع A24.

## السكان
في سنة 1861 بلغ عدد السكان 19٬961 نسمة، وتطور العدد ليصل في سنة 2011 لـ 54٬294 نسمة.
يظهر هذا المخطط البياني تطور النمو السكاني لـ تِرامة

## التاريخ

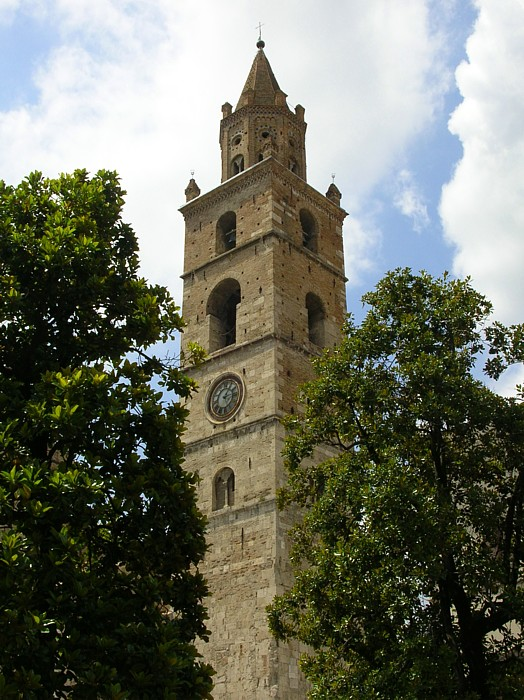
برج كاتدرائية تِرامة

أسست إينتيرامنا Interamna من قبل البرايتوتيون (و وفقا لبعض الأساطير القديمة ربما ارتبطت بالفينيقيين، وينسبها دارسون لقبيلة إيطاليقية أخرى قريبة وهي بيسينوم) كعاصمة لهم. الاسم أهمله بليني، ولكنه وجد عند بطليموس، الذي نسبها بوضوح إلى البرايتوتيين ؛ وذكرها أيضا في كتاب Liber Coloniarum ضمن مدن البيسينوم. وهناك من يحمل لقب "Palestina" أو كما كتبت الاسم في مكان آخر "paletina"، أصلها ومعناها غير معروفين تماما ولكنها قد تكون ذات صلة بأساطير مشتركة بين برايتوتيين والفينيقيين. من ناحية أخرى في شظايا أثرية أصلية لسيكستوس يوليوس فرونتينوس فإن المواطنين سموا بالصورة صحيحة باسم Interamnates Praetutiani.
و قد غزاها القنصل مانيوس كوريوس دينتاتوس عام 290 ق.م، وجعلها بلدية. خلال الحرب الاجتماعية (91-88 قبل الميلاد) صفت ضد سولا الذي حرمها من صفة البلدية. بعد ذلك استردها يوليوس قيصر. لوقوعها في المناطق الداخلية من البلاد وعلى مسافة من الطرق الرئيسية اسمها لم يرد في سجل الرحّآلة، ولكنها كانت مقر أسقفية ومكانا له بعض الأهمية في اطار الإمبراطورية الرومانية. بقايا المسرح القديم والحمامات ومباني رومانية أخرى، فضلا عن التماثيل والمذابح القديم وغيرها، وقد اكتشفت في الموقع : العديد من النقوش، في واحدة منها أن المواطنين كانوا يسمون إينتيرامنيتيس برايتوتياني Interamnites Praetutiani.

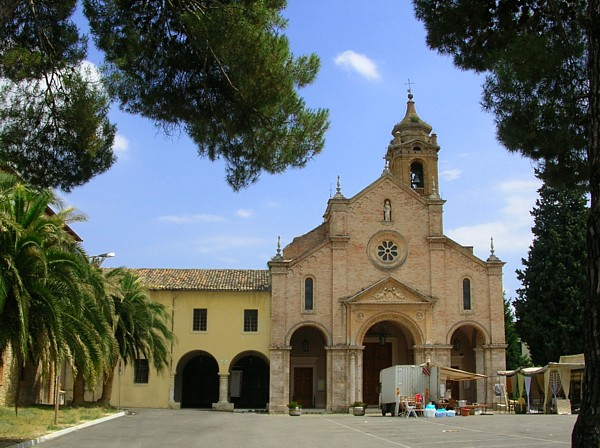
.

تدهورت المدينة بسرعة بعد سقوط الامبراطورية الغربية، متبوعة بالهيمنة القوطية والبيزنطية، وأصبحت جزءا من أراضي في دوقية سبوليتو اللومباردية. وفي عام 1156 كانت هدفا لنيران الكونت النورماني روبرتو لوريتيلو ثم أعاد المطران غويدو بناءها. في القرنين الرابع عشر والخامس عشر عانت من العداوات بين الأسر المحلية والتي انتهت أخيرا بالهيمنة الأراغونية. ثم ارتبط مصيرها بمملكة نابولي - التي كانت تحت حكمها عاصمة مقاطعة أبروتسو العليا Abruzzo Ulteriore - حتى عام 1860 وضمها إلى مملكة إيطاليا الموحدة.
خلال الحرب العالمية الثانية تمرد سكان تِرامة ضد الاحتلال الألماني. واعترافا بهذا الصنيع كسبت مقاطعة تِرامة الميدالية الذهبية للشجاعة المدنية، بتكليف من الرئيس كارلو أزيليو تشامبي في 15 سبتمبر أيلول 2005. وكانت المدينة قد تحررت من القوات النازية ومن قوات الجمهورية الإيطالية الاشتراكية الفاشية العميلة لهم في 14 يونيو حزيران 1944.
1. ↑   https://encyklopedia.pwn.pl/haslo/Teramo;3986546.html. {{استشهاد ويب}}: |url= بحاجة لعنوان (مساعدة) والوسيط |title= غير موجود أو فارغ (من ويكي بيانات) (مساعدة)
2. ↑  "Superficie di Comuni Province e Regioni italiane al 9 ottobre 2011" (بالإيطالية). Istituto nazionale di statistica. Retrieved 2019-03-16.
3. ↑   https://demo.istat.it/?l=it. {{استشهاد ويب}}: |url= بحاجة لعنوان (مساعدة) والوسيط |title= غير موجود أو فارغ (من ويكي بيانات) (مساعدة)
4. ↑  GeoNames (بالإنجليزية), 2005, QID:Q830106
5. ↑   https://web.archive.org/web/20150402091634/http://www.relint-te.it/index.php?id=78. مؤرشف من الأصل في 2015-04-02. {{استشهاد ويب}}: |archive-url= بحاجة لعنوان (مساعدة) والوسيط |title= غير موجود أو فارغ (من ويكي بيانات) (مساعدة)
6. 1 2   http://www.relint-te.it/index.php?id=78. {{استشهاد ويب}}: |url= بحاجة لعنوان (مساعدة) والوسيط |title= غير موجود أو فارغ (من ويكي بيانات) (مساعدة)
7. ↑   https://www.memmingen.de/456.html. {{استشهاد ويب}}: |url= بحاجة لعنوان (مساعدة) والوسيط |title= غير موجود أو فارغ (من ويكي بيانات) (مساعدة)
8. 1 2   https://www.discoverteramo.it/en/Location/Teramo/180-27-1.html#tab_c04. {{استشهاد ويب}}: |url= بحاجة لعنوان (مساعدة) والوسيط |title= غير موجود أو فارغ (من ويكي بيانات) (مساعدة)
9. ↑   https://www.memmingen.de/buergerservice/politik/partnerstaedte.html. {{استشهاد ويب}}: |url= بحاجة لعنوان (مساعدة) والوسيط |title= غير موجود أو فارغ (من ويكي بيانات) (مساعدة)
10. ↑   http://berane.me/bratimljenje/. {{استشهاد ويب}}: |url= بحاجة لعنوان (مساعدة) والوسيط |title= غير موجود أو فارغ (من ويكي بيانات) (مساعدة)
11. ↑   http://www.gorzow.pl/PL/3042/Miasta_partnerskie/. {{استشهاد ويب}}: |url= بحاجة لعنوان (مساعدة) والوسيط |title= غير موجود أو فارغ (من ويكي بيانات) (مساعدة)
12. ↑  "Αδελφοποιήσεις" (باليونانية). Archived from the original on 2018-11-19. Retrieved 2018-11-19.
13. ↑  بيانات من موقع ISTAT - Istituto nazionale di statistica (ISTAT);  اطلع عليه بتاريخ 28-12-2012. نسخة محفوظة 7 فبراير 2020 على موقع واي باك مشين.